# Rismyrtjärnen (Arvidsjaurs socken, Lappland, 730263-168938)
Rismyrtjärnen är en sjö i Arvidsjaurs kommun i Lappland och ingår i Piteälvens huvudavrinningsområde. Sjön har en area på 0,0423 kvadratkilometer och ligger 334,9 meter över havet.

## Delavrinningsområde
Rismyrtjärnen ingår i det delavrinningsområde (730128-168767) som SMHI kallar för Inloppet i Njallejaure. Medelhöjden är 363 meter över havet och ytan är 39,32 kvadratkilometer. Det finns inga avrinningsområden uppströms utan avrinningsområdet är högsta punkten. Njallejaurbäcken som avvattnar avrinningsområdet har biflödesordning 3, vilket innebär att vattnet flödar genom totalt 3 vattendrag innan det når havet efter 137 kilometer. Avrinningsområdet består mestadels av skog (90 procent). Avrinningsområdet har 1,9 kvadratkilometer vattenytor vilket ger det en sjöprocent på 4,8 procent.